# Rheumaptera malaisei
Rheumaptera malaisei är en fjärilsart som beskrevs av Felix Bryk 1921. Rheumaptera malaisei ingår i släktet Rheumaptera och familjen mätare. Inga underarter finns listade.